# Pierre Vaiana
Pierre Vaiana  (* 14. Oktober 1955 in Waterschei) ist ein belgischer Jazz-Saxophonist (Sopran- und Tenorsaxophon) und Musikpädagoge.

## Leben und Wirken
Vaiana studierte Musik am Konservatorium in Lüttich bei Jacques Pelzer und erhielt ein Stipendium zum Studium an der Long Island University in New York City, wo er von 1986 bis 1990 bei Joe Lovano studierte und den Bachelor of Arts erwarb. In New York spielte er unter anderem mit Butch Morris, Michael Formanek und Tito Puente. Nach seiner Rückkehr nach Europa entstand das Album El Dorado mit Musikern der Formation Trio Bravo; außerdem arbeitete er in der Jazzszene von Brüssel, unter anderem mit der Avantgarde-Jazz-Gruppe Aka Moon und Pierre Van Dormael, mit dem er die Formation Un Poco Loco gründete. 1992 hielt er sich erneut in New York auf und nahm mit Salvatore Bonafede, Mike Formanek und Jeff Hirshfield das Album Chakra auf, das auf dem französischen Label CELP erschien. Nach seiner Rückkehr gründete er mit Pierre Van Dormael das Trio L'Ame des poètes, dem später Fabien Degryse und Jean-Louis Rassinfosse angehörten. Sie nahmen drei Alben auf, in denen sie Jazz-Interpretationen von französischen Chansons spielten, etwa von Jacques Brel (L'Ame des poètes joue Brel). Mit dieser Formation trat Vaiana unter anderem 1997 in Westafrika und in Québec auf.
In den 1990er Jahren lebte er einige Jahre in Burkina Faso, wo er unterrichtete und in verschiedenen Gruppen spielte; seine Aufnahmen dieser Zeit erschienen auf dem Album Foofango. Vaiana unterrichtete außerdem an der Musikakademie von Amay, im Antwerpener Jazz Studio und hielt zahlreiche Workshops bei der Académie Internationale de Wallonie in Libramont. Er leitete eine Musikschule im Senegal; gegenwärtig arbeitet er in Ouagadougou, Burkina Faso, im Auftrag der APEFE (Association pour la Promotion de l'Enseignement et de la Formation à l'Etranger), wo er Workshops und Konzerte mit auswärtigen Künstlern organisiert.

## Preise und Auszeichnungen
2009 wurde ihm der belgische Django d’Or in der Kategorie etablierter Musiker verliehen.